# Malonyai Dezső (színigazgató)
Malonyai Dezső (Baja, 1921. július 24. – 2004. március 9.) magyar színész, gazdasági vezető, színigazgató.

## Életpályája
1945-ben Pécsett színészként kezdte a pályáját, közben színházi titkár is volt. 1947-től a Madách Színház gazdasági vezetője volt, majd a kecskeméti Katona József Színház üzemigazgatója lett. 1952–1962 között a Vígszínház gazdasági igazgatója volt. 1962–1965 között a Nemzeti Színház igazgatóhelyettese, majd gazdasági igazgatója volt. 
1965–1976 között a Művelődésügyi Minisztérium színházi főosztályának vezetője volt. 1976–1979 között a Fővárosi Operettszínház, 1979–1982 között a Népszínház, 1982–1989 között a Nemzeti Színház igazgatója volt. 1989-ben nyugdíjba vonult. Korábban a Színház- és Filmművészeti Főiskolán is tanított.

## Művei
- Általános színházgazdasági alapismeretek. – Általános színházi üzemgazdasági alapismeretek (1954)